# Bull City Red
Bull City Red, eigentlich George Washington, war ein US-amerikanischer Blues-Musiker aus Durham, North Carolina, das auch als „Bull City“ bezeichnet wird.
Bull City Red war ein Virtuose auf dem Waschbrett. Über sein Leben ist wenig bekannt. Er leitete eine Gruppe, der Blind Boy Fuller, Sonny Terry und Reverend Gary Davis angehörten, ein Blinden-Trio mit Waschbrett-Spieler. Red, Fuller und Terry machten mit dem Gitarristen Sonny Jones auch einige Gospel-Aufnahmen als Brother George and His Sanctified Singers.
Zwischen 1935 und 1939 machte Bull City Red eine Reihe von Aufnahmen, bei denen er auch Gitarre spielte und sang. Anfang der 1940er Jahre, nach Fullers Tod, folgten Aufnahmen u. a. mit Sonny Terry und Brownie McGhee.